# Gran Premi de Bèlgica del 1966
Resultats del Gran Premi de Bèlgica de Fórmula 1 disputat la temporada 1966 al circuit de Spa Francorchamps el 12 de juny del 1966.

## Resultats
| Pos | No | Pilot           | Equip             | Voltes | Temps / Retirada | Pos. de sortida | Punts |
| --- | -- | --------------- | ----------------- | ------ | ---------------- | --------------- | ----- |
| 1   | 6  | John Surtees    | Ferrari           | 28     | 2h 09' 11. 3     | 1               | 9     |
| 2   | 19 | Jochen Rindt    | Cooper - Maserati | 28     | + 42.1 s         | 2               | 6     |
| 3   | 7  | Lorenzo Bandini | Ferrari           | 27     | + 1 Volta        | 5               | 4     |
| 4   | 3  | Jack Brabham    | Brabham - Repco   | 26     | + 2 Voltes       | 4               | 3     |
| 5   | 18 | Richie Ginther  | Cooper - Maserati | 25     | + 3 Voltes       | 8               | 2     |
| NC  | 22 | Guy Ligier      | Cooper - Maserati | 24     | No Classificat   | 12              |       |
| NC  | 27 | Dan Gurney      | Eagle - Climax    | 23     | No Classificat   | 15              |       |
| Ret | 15 | Jackie Stewart  | BRM               | 0      | Accident         | 3               |       |
| Ret | 20 | Jo Bonnier      | Cooper - Maserati | 0      | Accident         | 6               |       |
| Ret | 16 | Mike Spence     | Lotus - BRM       | 0      | Accident         | 7               |       |
| Ret | 14 | Graham Hill     | BRM               | 0      | Accident         | 9               |       |
| Ret | 10 | Jim Clark       | Lotus - Climax    | 0      | Motor            | 10              |       |
| Ret | 8  | Bob Bondurant   | BRM               | 0      | Accident         | 11              |       |
| Ret | 4  | Denny Hulme     | Brabham - Climax  | 0      | Accident         | 13              |       |
| Ret | 21 | Jo Siffert      | Cooper - Maserati | 0      | Accident         | 14              |       |

## Altres
- Pole: John Surtees 3' 38. 0

- Volta ràpida: John Surtees 4' 18. 7 (a la volta 18)